# 宮川賢の深夜ビタミン族
『宮川賢の深夜ビタミン族』（みやかわまさるのしんやビタミンぞく）は、1994年4月-10月8日まで、毎週土曜日の深夜にTBSラジオで生放送されていたラジオ番組。

## 概要
「パックインミュージック21第2部・宮川賢の誰なんだお前は」の終了から半年後に劇団ビタミン大使ABC主宰の宮川賢が土曜に移して開始した深夜番組。
本番組でも「パックインミュージック21」同様、サブタイトルに『誰なんだお前は』が付いていた。
テーマ曲はツー・ライヴ・クルー「Yakety Yak」。

## 出演者
- 宮川賢（パーソナリティ）
- 中野俊成（構成作家）
- 浦口直樹（TBSアナウンサー） － 「浦口くんと山下くん」出演。当番組のプロデューサーでもあった。

## 放送時間
- 毎週土曜日 27:00から29:00

## 主なコーナー
※は『土曜裏ワイド宮川賢のラジオはナメるな』（ラジナメ）にも引き継がれた企画。
リスナー登録 ※

浦口くんと山下くん ※
浦口直樹アナウンサーと宮川が裏声でしゃべりそれを半分の速度で再生した声による「山下くん」というキャラクターのダブルDJによるコーナー。ちなみに最終回で山下くんは浦口アナウンサーの実子であることが判明。これは番組演出上の嘘である。
カウントダウンワースト5 ※
「日ごろ歌が下手くそな人のためにワースト5という檜舞台を設けることで日の目を見させてやろうという下手くそシンガー救済企画」という触れ込みのランキング コーナー。番組スタッフ、リスナーを問わず、ランクインした。